# 호세 안토니오 바리오스
호세 안토니오 바리오스 올리베로(스페인어: José Antonio Barrios Olivero, 1949년 3월 21일, 카나리아 제도 산타 크루스 데 테네리페 ~)는 스페인의 전직 축구 선수로, 현역 시절 중앙 공격수로 활약했다.

## 선수 경력
그는 현역 시절 테네리페, 그라나다, 바르셀로나, 에르쿨레스, 그리고 레반테에서 활약했다. 또한, 1968년 하계 올림픽에 스페인 선수단 일원으로 참가했다.

## 감독 경력
은퇴 후, 그는 감독과 구단 단장을 역임했다. 테네리페 시절, 그는 1980년대에 구단 전력을 정비하고 1부 리그 복귀에 공을 세웠다. 단장 일을 그만둔 후, 그는 마르틴 마레로와 페페 모레 감독을 보좌했다. 그는 2004-05 시즌을 기점으로 총감독을 맡았다. 그가 지휘봉을 잡으면서 선수단의 경기력이 달라졌다.
그는 이듬해에 훌륭하게 초반기를 보냈지만, 시간이 지나면서 빛이 바랬다. 그 결과 그는 11경기 만에 감독직에서 해임되었으나, 구단의 다른 보직으로 잔류했다. 그의 감독직은 키케 메디나가 대행했고, 이후 안토니오 로페스 아바스가 차지했다.

## 수상
바르셀로나
- 라 리가: 1973-74

레반테
- 세군다 디비시온 B: 1978-79